# Erax macedonicus
Erax macedonicus là một loài ruồi trong họ Asilidae. Erax macedonicus được Tsacas miêu tả năm 1960. Loài này phân bố ở vùng Cổ Bắc giới.